# Marguerite de la Sablière

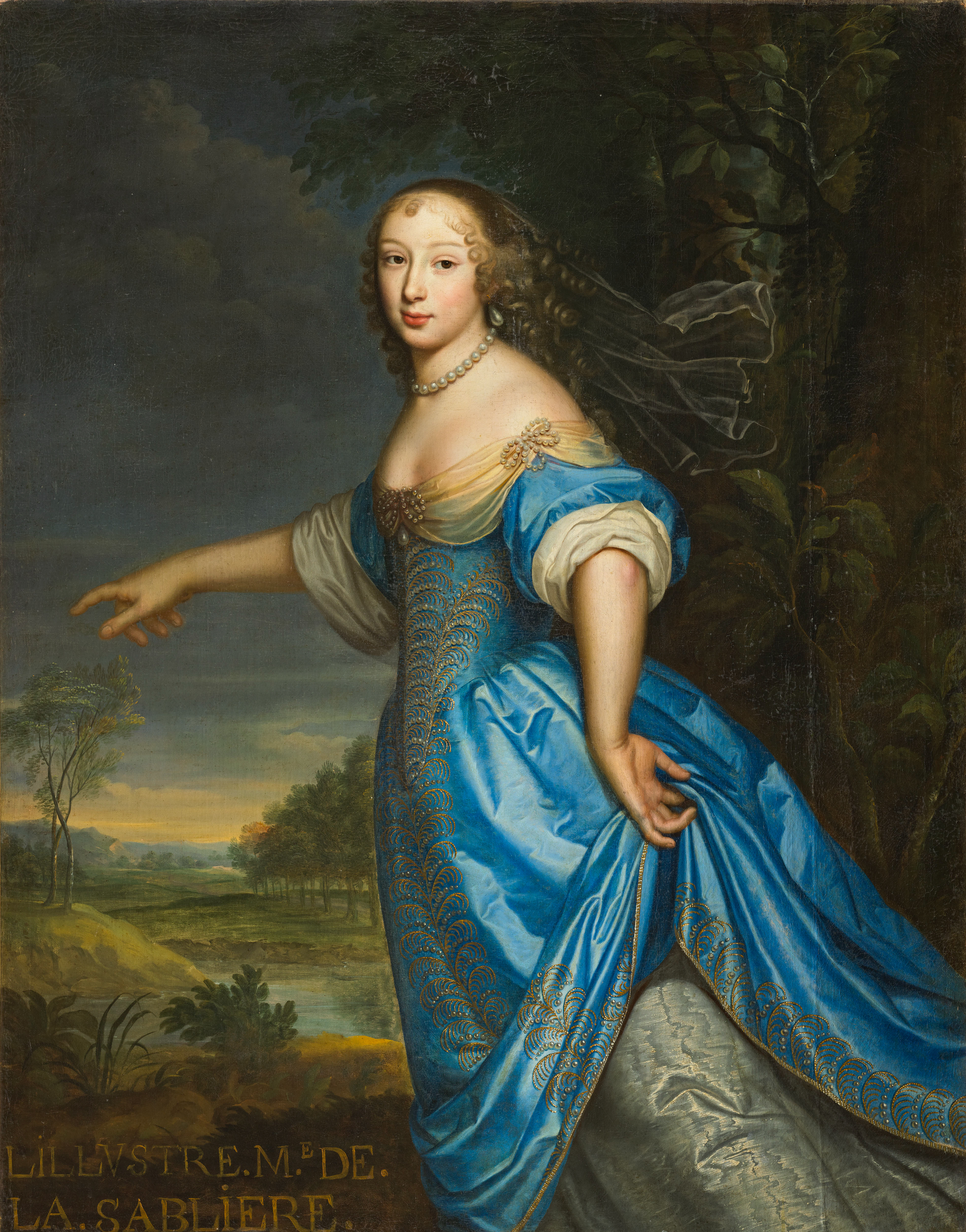
Marguerite de la Sablière

Marguerite de la Sablière, ursprungligen Marguerite Hessein, född 1640 (döpt 18 mars) i Paris, död 8 januari 1693 i Paris, var en fransk kulturmecenat och salongsvärd. Hon var bland annat finansiär åt författaren Jean de La Fontaine.
Marguerite de la Sablière gifte sig 1654 med Antoine Rambouillet, sieur de la Sablière (1624–1679), en protestantisk poet och finansiär med ansvar för den kungliga kassan. Hon fick en fin utbildning i bland annat latin, matematik, fysik, anatomi och astronomi, och hennes salong var en mötesplats för poeter, forskare och författare likväl som medlemmar av hovet. Hon hade ett känt kärleksförhållande med poeten markis Charles Auguste de La Fare. Maken fick henne en tid inlåst i kloster, men år 1677 kom makarna överens om en separation, och hon fick tillgång till räntan på sin hemgift. Då hennes förhållande med La Fare avslutats år 1679 konverterade hon till katolicismen och bosatte sig i klostret Neuve-des-Petits-Champs, där hon ägnade sig åt välgörenhet och sjukvård. Hon tillerkändes en pension av monarken för sin konverterings skull. 